# 플레이, 플리
《플레이, 플리》는 네이버의 화요일 웹툰이다.

## 줄거리
내 비밀을 유일하게 아는 아이돌과 동기? 아이돌로부터 도착한 수상한 디엠! 우리가 같은 과 동기라는걸 너는 알까?

## 등장인물
- 레비(이도국)

정상급 아이돌, 현재는 솔로가수이다. 남주인공이며, 플리에게 관심을 가진다. 플리가 한주인 것을 안다.
플리와 비밀연애를 약속한 사이다.
- 플리(송한주)

얼굴을 가리고 기타치는 모습을 찍어 올리는 취미가 있는 여주인공. 이도국과 썸을 탔지만 이도국이 자신이 플리인 것을 아는 것을 깨닫자, 거리를 둔다.
레비를 좋아한다는 것을 알고,비밀연애를 약속했다.
- 이막춘

한주의 절친이며, 한주가 플리인 것을 안다. 이도국과 한주를 두고 티격태격 한다.
한주를 좋아했다.

## 기타
- naver.com/playpllycafe